# フランシスコ・ルフェテ
フランシスコ・ホアキン・ペレス・ルフェテ（Francisco Joaquín Pérez Rufete, 1976年11月20日 - ）は、スペイン・バレンシア州ベネフサル出身の元サッカー選手、現サッカー指導者。現役時代のポジションはFWまたはMF。元スペイン代表。

## クラブ経歴

### 初期の経歴
FCバルセロナの下部組織出身で、1996年5月25日（シーズン最終節）のデポルティーボ・ラ・コルーニャ戦(2-2)でトップチームデビューしたが、トップチームでの出場はこの1試合だけに終わった。1997-98シーズンはセグンダ・ディビシオン（2部）のCDトレドにレンタル移籍し、38試合に出場して5得点と活躍した。1998年夏にプリメーラ・ディビシオン（1部）のRCDマジョルカに完全移籍したが、1998-99シーズン前半戦はまったく試合に出場できず、1999年1月にセグンダ・ディビシオンのマラガCFに移籍した。マラガCFはセグンダ・ディビシオンB（3部）から昇格したばかりであったが、MFホセ・マリア・モビージャやFWカターニャとともにセグンダ・ディビシオン昇格に貢献し、1999-2000シーズンと2000-01シーズンもマラガCFでプレーした。

### バレンシアCF
2001年夏にプリメーラ・ディビシオンのバレンシアCFに移籍した。2001-02シーズンは絶対的なレギュラーではなかったが、シーズンを通して良好なパフォーマンスで貢献し、リーグ優勝を果たした。2004年3月14日のセルタ・デ・ビーゴ戦(2-0)では1試合2得点し、2003-04シーズンには再びリーグ優勝を果たしたが、2006年夏にキケ・サンチェス・フローレス監督が就任するとルフェテは放出要員となった。

### RCDエスパニョール
2006年7月にフリートランスファーでRCDエスパニョールに移籍し、FCバルセロナの下部組織で一緒にプレーしたイバン・デ・ラ・ペーニャと再びチームメートになった。2006-07シーズンのUEFAカップでは11試合に出場し、決勝に進出したがセビージャFCに敗れた。2007-08シーズンは負傷で何度も戦線離脱した。

### エルクレスCF
2009年7月中旬、RCDエスパニョールを放出され、故郷に近いエルクレスCFに2年契約（1年の延長オプション付き）移籍した。すでに32歳になっていたが、2009-10シーズンのセグンダ・ディビシオンでは2000分近い出場時間を記録し、13年ぶりのプリメーラ・ディビシオン昇格に貢献した。11-12シーズンは、チームと契約が残っていたものの、出場選手登録から外れたため、出場機会を得られなかった。
その後、現役引退。指導者の道へ進んだ。

### 引退後
2013年夏から古巣バレンシアのカンテラの統括部長となり、セビージャBに所属していた指宿洋史の獲得に携わった。同年11月25日にアマデオ・サルボCEOによってトップチームのスポーツディレクターに選任された。12月にはミロスラヴ・ジュキッチを解任してフアン・アントニオ・ピッツィを招聘するなど改革を断行した。
2015年6月にはジョルジュ・メンデスを代理人とするロドリゴ・カイオ獲得を巡って同じくメンデスが代理人であるヌーノ・エスピーリト・サント監督との確執が表面化し、7月1日にサルボと共にSDを退任した。
その後、セグンダ・ディビシオンB（スペイン3部）のUDイビサの監督を経てRCDエスパニョールのスポーツディレクターに就任。
2020年6月27日、成績不振によりアベラルド・フェルナンデス監督が解任されると2019-2020シーズン終了までの暫定監督に就任。シーズン終了後からは、同クラブの強化担当をしている。

## 代表経歴
2000年3月29日にバルセロナで行われたイタリアとの親善試合(2-0)で、後半途中にホセバ・エチェベリアと交代出場してスペイン代表デビューした。同年には2試合を加え、スペイン代表としては通算3試合に出場した。

## タイトル

### クラブ
- バレンシアCF
  - リーガ・エスパニョーラ 優勝: 2001–02, 2003–04
  - UEFAカップ 優勝: 2003–04
  - UEFAスーパーカップ 優勝: 2004
- RCDエスパニョール
  - UEFAカップ準優勝: 2006–07

### 代表
- U-18スペイン代表
  - UEFA U-19欧州選手権優勝: 1995